# Сервейер (программа)

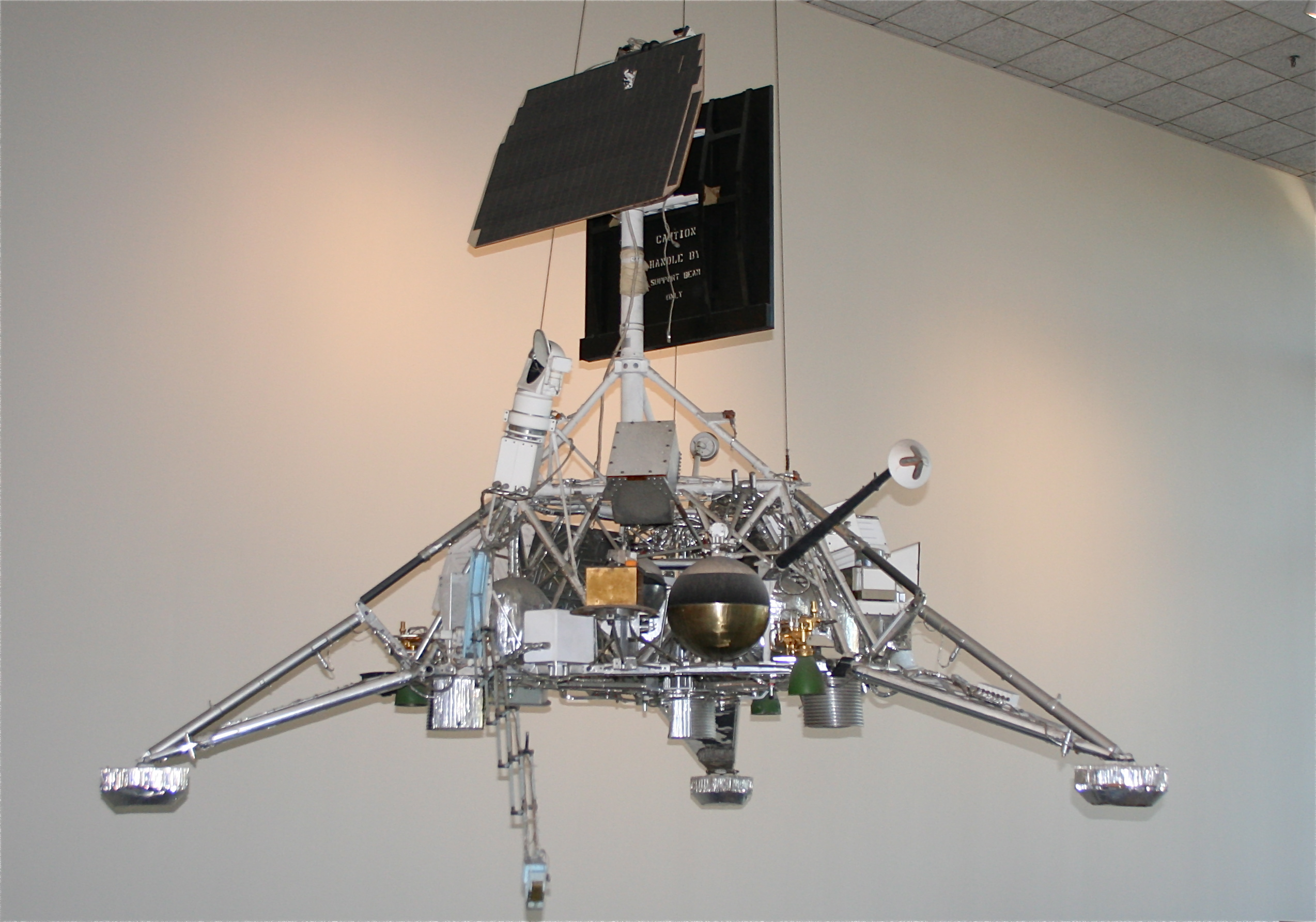
Сервейер в Национальном музее воздухоплавания и астронавтики.

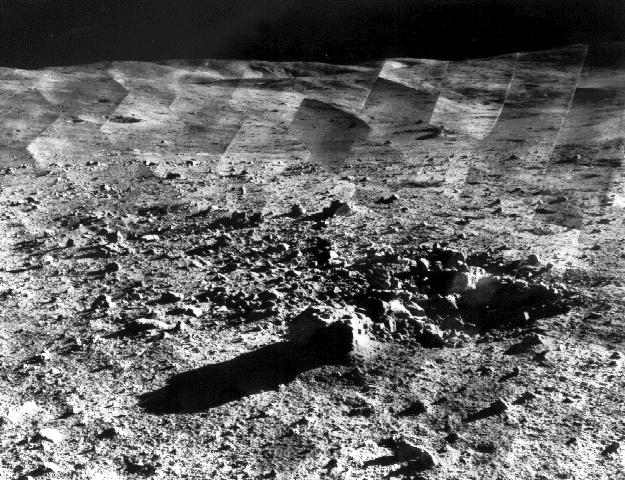
Панорама поверхности вблизи кратера Тихо, фотомозаика из снимков переданных Сервейером-7, 10 - 26 января 1968.

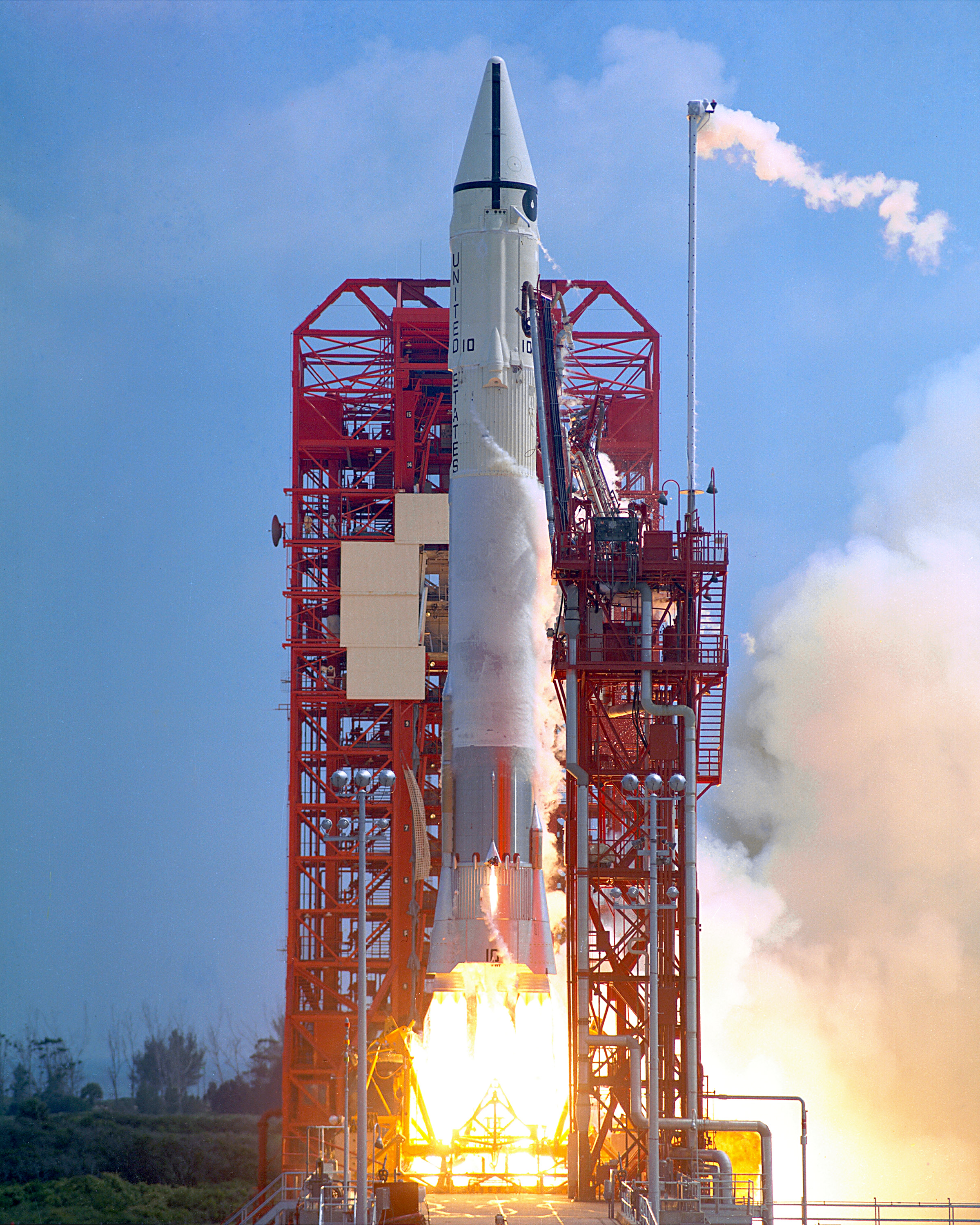
Запуск ракеты-носителя Атлас-Центавр с аппаратом Сервейер-1 на борту, 30 мая 1966.

«Сервейер» (NASA) (также встречается написание «Сервейор», «Сюрвейер»; англ. Surveyor — топограф, инспектор) — программа НАСА, в рамках которой была осуществлена первая мягкая посадка космического аппарата США на Луну 2 июня 1966 года.

## Оборудование
При помощи панорамной телевизионной камеры, которыми были укомплектованы все «Сервейеры», после посадки на Луну было получено около 86 500 снимков поверхности Луны, а также изображения Солнца и планет.
Аппарат «Сервейер-6», после работы на одном месте, совершил перелёт на несколько метров в сторону и снова мягко прилунился по команде с Земли.
Третий, четвёртый и седьмой «Сервейеры» были укомплектованы ковшом-захватом для зачерпывания грунта.
В комплекте оборудования пятого, шестого и седьмого «Сервейеров» имелся также альфа-анализатор, позволяющий выяснить химический состав грунта по отражённому альфа-излучению, а в комплекте четвёртого, пятого, шестого и седьмого «Сервейеров» находились приборы для выявления магнитных веществ в грунте.

## История запусков
| Наименование | Дата запуска | Дата прилунения                | Место прилунения                                                    |
| ------------ | ------------ | ------------------------------ | ------------------------------------------------------------------- |
| «Сервейер-1» | 30.05.1966   | 02.06.1966 06:17:36 UTC        | 2,45° ю. ш., 43,21° з. д. Океан Бурь кратер Флемстид                |
| «Сервейер-2» | 20.09.1966   | 22.09.1966 (крушение)          | 4° ю. ш., 11° з. д. Море Островов к юго-востоку от кратера Коперник |
| «Сервейер-3» | 17.04.1967   | 20.04.1967 00:04:53 UTC        | 3,01° ю. ш., 23,34° з. д. Океан Бурь                                |
| «Сервейер-4» | 14.07.1967   | 17.09.1967 (потеря радиосвязи) | 0,45° с. ш., 1,39° з. д. Центральный Залив                          |
| «Сервейер-5» | 08.09.1967   | 11.09.1967 00:46:44 UTC        | 1,41° с. ш., 23,18° в. д. Море Спокойствия                          |
| «Сервейер-6» | 07.11.1967   | 10.11.1967 01:01:06 UTC        | 0,49° с. ш., 1,40° з. д. Центральный Залив                          |
| «Сервейер-7» | 07.01.1968   | 10.01.1968 01:05:36 UTC        | 40,86° ю. ш., 11,47° з. д. недалеко от кратера Тихо                 |

## Возвращение деталей «Сервейер-3» астронавтами

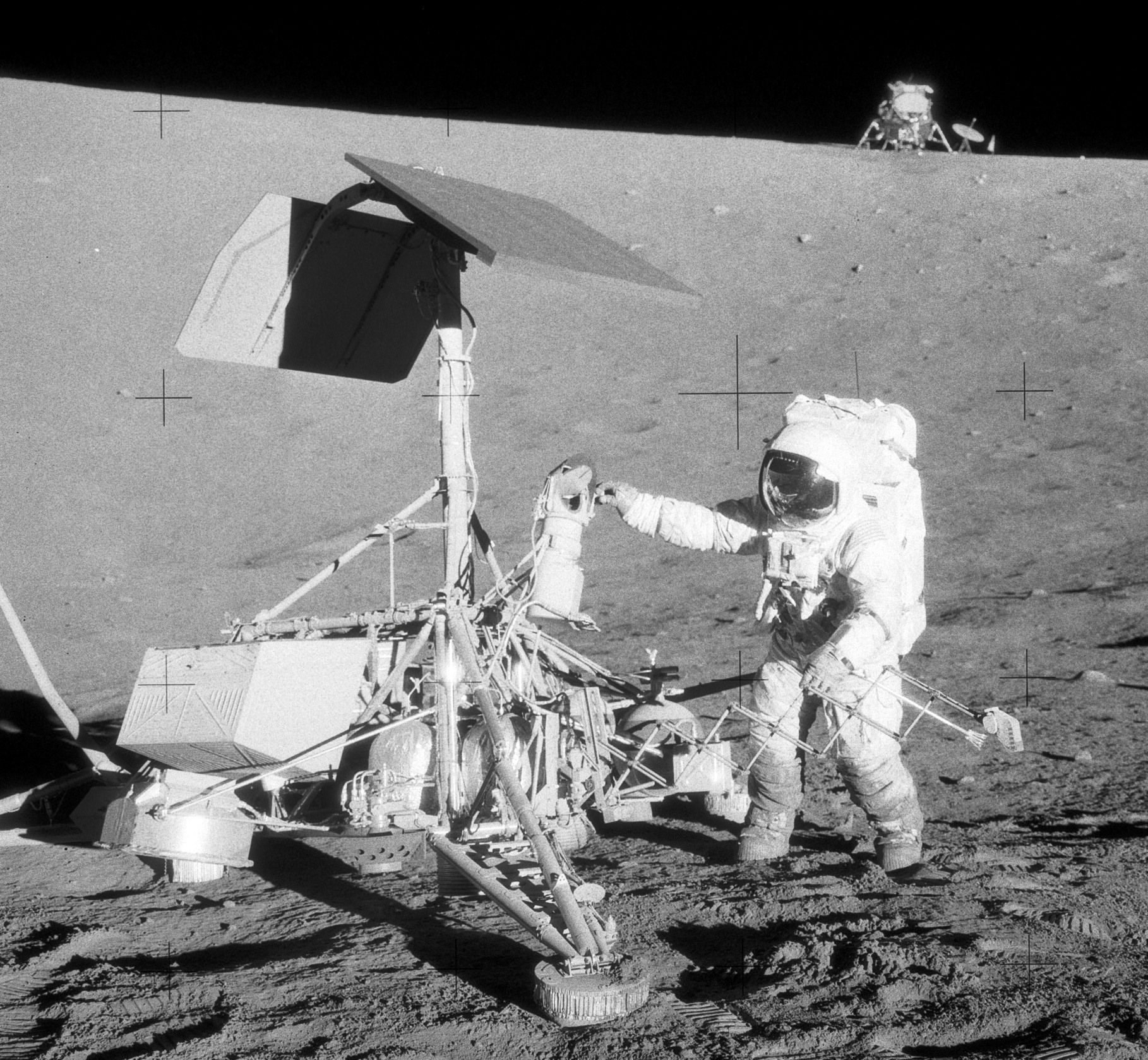
Чарльз Конрад у аппарата «Сервейер-3»

Задачи полёта корабля Аполлон-12 предусматривали поиск аппарата «Сервейер-3», демонтаж некоторых его деталей и доставка их на Землю для изучения влияния длительного пребывания в лунных условиях. При этом были обнаружены земные бактерии (Streptococcus mitis, Hemophilus influenzae, Mycoplasma genitalium, Helicobacter pylori и другие). Однако существует также предположение, что бактерии были занесены на деталь уже после её возвращения на Землю.

## Дополнительные источники
- Surveyor (1966—1968)
- Surveyor Program Results (PDF) 1969